# Звёздный путь: Глубокий космос 9
«Звёздный путь. Глубокий космос девять» (англ. Star Trek: Deep Space Nine, DS9, в другом переводе — «Дальний космос девять») — третий научно-фантастический телевизионный сериал, действие которого разворачивается во вселенной «Звёздного пути».
«Глубокий космос 9» был создан Риком Берманом и Майклом Пиллером и фактически стал продолжением популярного сериала «Звёздный путь: Новое поколение» (англ. Star Trek: The Next Generation). Премьера пилотной серии, «Эмиссар» (англ. Emissary) состоялась 3 января 1993 года, а 2 июня 1999 года на телеэкраны вышла последняя серия — «То, что ты оставляешь позади» (англ. What You Leave Behind).

## Сюжет
| Сезон | Серии | Серии | Даты показа      | Даты показа     |
| Сезон | Серии | Серии | Первая серия     | Последняя серия |
| ----- | ----- | ----- | ---------------- | --------------- |
| 1     | 20    | 20    | 3 января 1993    | 21 июня 1993    |
| 2     | 26    | 26    | 27 сентября 1993 | 13 июня 1994    |
| 3     | 26    | 26    | 26 сентября 1994 | 19 июня 1995    |
| 4     | 26    | 26    | 2 октября 1995   | 17 июня 1996    |
| 5     | 26    | 26    | 30 сентября 1996 | 16 июня 1997    |
| 6     | 26    | 26    | 29 сентября 1997 | 15 июня 1998    |
| 7     | 26    | 26    | 28 сентября 1998 | 31 мая 1999     |

Действие сериала разворачивается в 2369—2375 годах на космической станции «Глубокий космос 9» (англ. Deep Space Nine), находящейся на орбите планеты Баджор, с которой незадолго до начала событий сериала была снята оккупация Кардассианской империи. Станция принадлежит Баджору, но находится под совместным управлением Звёздного флота Объединённой Федерации Планет в лице капитана Сиско и баджорского правительства в лице майора Киры.
Хотя Баджор не входит в состав Федерации, присутствие Звёздного Флота является гарантией того, что кардассианцы не попытаются вернуть контроль над планетой, рядом с которой только что была обнаружена пространственная аномалия — червоточина, связывающая эту часть галактики с Гамма-квадрантом. Этот коридор может стать очень прибыльным торговым маршрутом, который значительно усилит того, кто будет его контролировать. Именно поэтому баджорцы, стремясь избежать возвращения кардассианцев, допустили Звёздный флот Федерации на свою станцию, которая внезапно оказалась стратегически важным торговым аванпостом и исследовательским центром.
При изучении Гамма-квадранта происходит контакт с основным его государством — Доминионом. В начале сериала расы альфа-квадранта пытаются наладить торговые отношения с Доминионом, но ограниченных успехов в этом удаётся достичь только ференги. Со временем становится понятно, что Доминион — это агрессивная империя, управляемая расой метаморфов (они же «основатели»), исповедующих доктрину превентивного нападения в отношении любой потенциальной угрозы для себя. В государствах альфа-квадранта метаморфы видят такую угрозу, а потому начинают приготовления к вторжению.
На протяжении большей части сериала Доминион занимается разведывательной и диверсионной деятельностью в альфа-квадранте, пытаясь ослабить своих противников. В свою очередь Федерация, Кардассианская, Ромуланская и Клингонская империи ищут способы противостоять этим попыткам. В конце пятого сезона Доминион решается на прямое вторжение через червоточину и в двух заключительных сезонах станция «Глубокий космос 9» оказывается на передовой военных действий, становясь первым и самым важным рубежом обороны Федерации и её союзников.

## Герои и актёры

### Главные герои
| Актёр            | Роль |
| ---------------- | --- |
| Эвери Брукс      | Коммандер (сезоны 1-3), Капитан (Сезоны 3-7) Бенджамин Сиско командующий станцией, командир корабля «Дефайнт», в прошлом старпом звездолёта «Саратога» |
| Нана Визитор     | Майор (сезоны 1-6), Полковник (сезон 7), Коммандер (сезон 7) Вооружённых Сил Баджора Кира Нерис Первый Офицер станции                                  |
| Рене Обержонуа   | глава службы безопасности Одо Начальник службы безопасности станции                                                                                    |
| Армин Шимерман   | гражданский Кварк Владелец бара «У Кварка», полукриминальный бизнесмен                                                                                 |
| Александр Сиддиг | Младший Лейтенант (сезоны 1-3), Лейтенант (сезоны 4-7) Джулиан Башир Главный врач станции                                                              |
| Терри Фаррелл    | Лейтенант (сезоны 1-3), Лейтенант-Коммандер (сезоны 4-6) Джадзия Дакс Офицер по науке станции (1—6 сезоны)                                             |
| Николь де Бур    | Энсин (Сезон 7), Младший Лейтенант (сезон 7) Эзри Дакс (Тиган) Советник (7 сезон)                                                                      |
| Майкл Дорн       | Лейтенант-коммандер Ворф Военный советник / первый офицер «Дефайента» (4-7 сезоны)                                                                     |
| Колм Мини        | начальник инженерной службы Майлз О’Брайен Главный инженер станции                                                                                     |
| Сирок Лофтон     | Джейк Сиско Сын Бенджамина Сиско |

### Информация о героях
- Поскольку «Глубокий космос 9» фактически продолжает историю сериала «Звёздный путь: Новое поколение», некоторые персонажи последнего участвуют и в DS9. В частности, начальник транспортёрной службы «Энтерпрайза» Майлз О’Брайен на протяжении всего сериала является главным инженером станции «Глубокий космос 9». Начальник службы безопасности «Энтерпрайза» Ворф в четвёртом сезоне возглавляет службу планирования стратегических операций на станции. Также в DS9 эпизодически появляются капитан Пикар и двойник старпома Райкера Томас Райкер. Неоднократно в DS9 появляется Луаксана Трой — мать корабельного советника «Энтерпрайза» Дианы Трой.
- В «Глубоком космосе 9» важное место отведено персонажам, не имеющим прямого отношения к Звёздному флоту, чего не было в предыдущих сериалах франшизы. Так, одним из ключевых персонажей и фактически вторым человеком на станции является майор Кира Нерис, офицер вооружённых сил Баджора. Службу безопасности на станции ещё со времён кардассианской оккупации возглавляет отвернувшийся от своего народа метаморф Одо. Значительную роль в событиях сериала играют ференги Кварк — владелец популярного игорного заведения «У Кварка» — а также его брат и племянник.

## Реакция
«Глубокий космос 9» стал первым сериалом эпопеи, снятым без участия Джина Родденберри, поэтому вызвал противоречивые чувства у поклонников. Споры о том, соответствует ли DS9 духу оригинального «Звёздного пути», ведутся до сих пор.
Много нареканий вызвала и идея авторов перенести действие сериала с привычного звездолёта на космическую станцию, оказавшуюся в центре военных действий. Эта и некоторые другие детали сериала придали ему сходство с «Вавилоном-5».
Несмотря на то, что сериал находился несколько «в тени» своего предшественника — «Следующего поколения», «Глубокий космос 9» был очень неплохо встречен зрителями и заработал хорошие рейтинги.